# Fajita

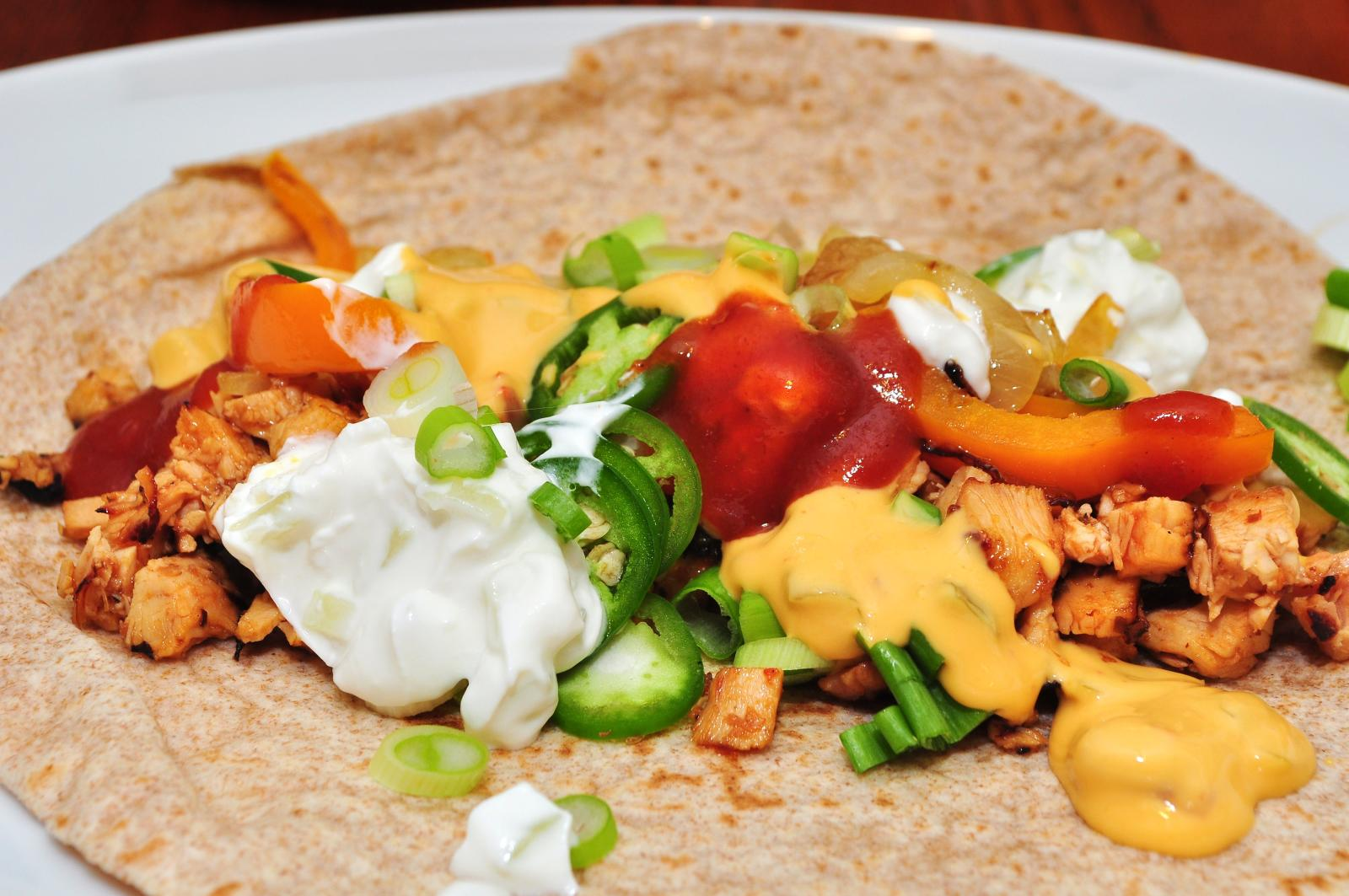
Exemple de préparation de fajitas.

Une fajita est un mets de cuisine tex-mex constitué d'une tortilla généralement de farine de maïs pliée. À l'origine, il était rempli de viande de bœuf, mais maintenant, il est populaire avec du poulet, du porc ou même des crevettes, des crudités diverses (salade, tomates, maïs, avocat,  etc.) et également des poivrons ou jalapeños. Pour l'assaisonnement, on utilise généralement de la sauce salsa ou de la crème entière voire du fromage blanc et des condiments.

## Histoire

### Origine
À l'origine, la fajita est une tortilla mexicaine, (à ne pas confondre avec la tortilla espagnole) garnie de viande de bœuf et de légumes. La tortilla est l'aliment premier de la cuisine du Mexique. Elle se compose de farine de maïs ou parfois de farine de blé et prend la forme d'une galette plate ou en forme de « u ». On la prépare en cuisant les grains de maïs avec du citron vert, puis on les écrase sur une pierre.
L'existence des fajitas telle qu'on les connaît aujourd'hui, à base de hampe de boeuf et cuites directement sur un feu de camp ou sur un grill remonte aux années 1930, et trouve son origine dans les ranchs du sud et de l'ouest du Texas ou, selon les sources, de la région de Monterrey au Mexique. Elles sont proches d'autres plats mexicains, tels que les tacos al carbon ou la carne asada.
Lors des rassemblements de bétail, certaines vaches étaient abattues pour nourrir les cow-boys. La peau, la tête, les entrailles et la hampe étaient données aux cow-boys mexicains, appelés vaqueros, dans le cadre de leur rémunération. Certains plats typiques de la frontière des Etats-Unis, comme la barbacoa de cabeza (barbecue de tête), le menudo (ragoût de tripes) et les fajitas ou arracheras (steak de hampe grillé) sont nées de cette pratique.

Compte tenu de la rareté de la hampe et du fait qu'elle n'était pas proposée à la vente par les bouchers texans, la tradition de la fajita est restée régionale et relativement obscure pendant de nombreuses années, probablement connue uniquement des vaqueros, des bouchers et de leurs familles. 
A l'origine, les fajitas ont été créées par nécessité, non par désir de nouveauté. Les éleveurs, qui abattaient généralement leur propre viande, gardaient les steaks et les rôtis pour eux-mêmes et donnaient à la main-d'œuvre ce qu'ils considéraient comme les coupes les moins désirables, y compris le steak de hampe, qui est une section du diaphragme. La longue et étroite bande en forme de ceinture était marinée pendant la nuit dans du jus de citron vert pour l'attendrir. Le lendemain, elle était grillée sur du mesquite, un bois bon marché et abondant, lui-même devenu depuis une mode culinaire. La viande était ensuite coupée en fines lanières, chaque convive remplissant une tortilla de farine et de pico de gallo, un condiment épicé composé d'oignons, de piments verts, de tomates et de coriandre.

### Commercialisation et popularité croissante
En septembre 1969, un boucher nommé Juan Antonio ‘Sonny’ Falcón tint le premier stand commercial de fajitas à Kyle, au Texas. Falcón popularisa par la suite le plat en le proposant lors de rodéos et festivals, ce qui lui valut le surnom de fajita king.
La même année, Otilia Garza introduisit les fajitas au restaurant Round-Up de Pharr, au Texas. On attribue à Garza l'idée de présenter les fajitas dans une assiette grésillante, qui lui serait venue après qu'on lui a servi un queso flameado (fromage mexicain fondu) sur une assiette en fonte à Acapulco.
Dans les années 1970, le plat connut une popularité croissante, entraînant l'augmentation du prix de la hampe de bœuf, et le fait de lui chercher des alternatives. 
Jusqu'au début des années 1980, la diffusion géographique des fajitas fut néanmoins lente. En 1984, le New York Times notait ainsi que « Les fajitas ont fait leur chemin vers le nord depuis la frontière du Texas jusqu'à Austin il y a environ cinq ans et ont commencé à arriver à Dallas il y a deux ans ».
En 1982, le chef de l'hôtel Park Hyatt d'Austin, George Weidmann, prit l'initiative de substituer à la hampe de bœuf un autre morceau, la surlonge, plus noble et facile à travailler. L'initiative connut un succès fulgurant : l'hôtel devient le plus profitable de la chaîne, servant 13 000 fajitas chaque mois. Le fajita se développe alors à l'échelle nationale et d'autres restaurants proposeront des fajitas au poulet, aux crevettes ou au poisson, bien que l'appellation soit dépourvue de sens en espagnol.

## Étymologie
En espagnol, le terme faja signifie « ceinture » ou « bande » - une fajita est donc une petite bande. 
À l'origine, le terme est utilisé par les cowboys mexicains pour désigner la hampe du boeuf, morceau qui correspond au diaphragme de l'animal et qui se présente comme une longue bande de viande plate à larges fibres transversales. 
À mesure que le plat devient populaire et monte en gamme, le sens glisse pour désigner la technique de découpe d'une viande en lanières, pour ensuite la faire mariner et griller.
Si, en anglais, le terme de fajita désigne ainsi la « pièce de viande marinée », on utilise régulièrement en français le terme fajita pour désigner la galette de farine de maïs qui l'entoure, également utilisée comme base pour les tacos, les quesadillas, les enchiladas et les burritos.